# Paraamblyptilia eutalanta
Paraamblyptilia eutalanta är en fjärilsart som beskrevs av Edward Meyrick 1931. Paraamblyptilia eutalanta ingår i släktet Paraamblyptilia och familjen fjädermott. Inga underarter finns listade i Catalogue of Life.